# 拉谢尔佩
拉谢尔佩，是西班牙卡斯蒂利亚-莱昂萨拉曼卡省的一个市镇。 总面积15平方公里，总人口49人（2001年），人口密度3人/平方公里。